# Valeriia Gnarovskaïa
Valeriia Gnarovskaïa (russe : Валерия Гнаровская) est une médecin-chef non-assignée du 907e régiment de carabinier de la 229e division d'infanterie, sur le troisième front ukrainien pendant la Seconde Guerre mondiale. En 1943, lorsqu'un char allemand traverse la ligne de front et s'approche de l'hôpital où elle soigne des soldats blessés, elle se jette sous le réservoir d'un tank ennemi avec un sac de grenades pour repousser la contre-attaque. Elle reçoit le titre d'Héroïne de l'Union soviétique à titre posthume le 3 juin 1944.

## Enfance et éducation
Gnarovskaïa est née le 18 octobre 1923 dans une famille russe du village de Modolitsy dans le gouvernement de Saint-Pétersbourg (aujourd'hui oblast de Léningrad). Son père est à la tête d'un bureau de poste et sa mère travaille comme femme de ménage. En 1924, la famille déménage à Bardovskoye, dans le district de Podporozhsky où elle entre à l'école primaire. Après avoir obtenu son diplôme de l'école secondaire, elle a rejoint le Komsomol dans l'intention de rejoindre un institut des mines. Après le début de la Seconde Guerre mondiale, son père entre dans l'armée en juillet 1941 et sa mère prend la tête du bureau de poste,.
En septembre 1941, à l'approche des troupes de l'Axe dans le cadre de l'opération Barbarossa, Podporozhsky et les villages environnants deviennent le centre de la ligne de front. Les membres de la famille de Gnarovskaïa - sa grand-mère, sa mère, sa sœur et elle - sont évacuées à Omsk en Sibérie, puis dans la ville de Berdiuzhye, où Valeriia et sa mère travaillent dans les télécommunications.
Après plusieurs demandes pour être envoyée au front qui sont refusées, elle a l'occasion de s'inscrire dans la 229e division d'infanterie lors d'un salon de recrutement le 10 avril 1942. Avant d'être envoyée sur le front, elle et d'autres membres du Komsomol sont envoyées suivre un bref cours de médecine,.

## Carrière militaire
En juillet 1942, son unité est envoyée à Stalingrad pour évacuer les soldats blessés du champ de bataille. Face aux armes lourdes de l'ennemi, elle transporte régulièrement une arme sur elle lors des évacuations. Le 26 juillet, les forces de l'Axe franchissent la ligne de défense soviétique et traversent la rivière Chir mais l'unité continue de se battre pour les empêcher de franchir la ligne de chemin de fer. Le 31, son unité, ainsi que la 112e division d'infanterie accompagnée de chars et d'un soutien aérien, lance une contre-offensive et force l'Axe à faire machine arrière.
Pendant plus de deux semaines, l'unité se bat sans repos et, lors de ses obligations médicales, elle contracte la fièvre typhoïde. Des soldats la conduisent, à peine vivante, à l'hôpital, mais elle est considérée comme ayant déserté. Après sa convalescence, elle est renvoyée sur le 3e front ukrainien. Entre 15 et le 22 août, elle subit une commotion cérébrale en ramenant 30 blessés derrière les lignes soviétiques. Après ça, elle avoue dans une lettre à sa mère qu'elle n'entend plus très bien,.
Dans une bataille près de la rivière Donets, elle transporte 47 blessés, des soldats, des officiers et leurs armes hors du champ de bataille et tue elle-même 28 soldats ennemis. Tout au long de sa carrière, elle a sauvé 338 soldats soviétiques.
Lors de sa dernière bataille, qui eut lieu le 23 septembre 1943 dans le village de Ivanenka, dans les rangs du 907e régiment de fusilleurs, elle se porte au secours des blessés sur le front et les emmènent dans la tente servant d'hôpital ; elle tue aussi 47 soldats ennemis. Lorsque deux Panzerkampfwagen VI Tiger cassent les dernières lignes défensives et s'approchent de la tente, elle saisit un sac de grenade, se jette sous le réservoir d'un des tanks et se fait exploser, détruisant le Panzer ennemi. Les soldats soviétiques arrivent alors à détruire le second Panzer. L'attaque allemande est repoussée. Après la bataille, des villageois trouvent les restes de son cadavre et les enterrent. Un an plus tard, ses restes sont inhumés de nouveau avec tous les honneurs militaires. Pour son héroïsme, elle reçoit à titre posthume le titre d'Héroïne de l'Union soviétique le 3 juin 1944, par décret du Soviet suprême et le village où elle perdit la vie est renommé en son honneur Gnarovsky.

## Distinctions
- Héros de l'Union soviétique[8]
- Ordre de Lénine[8]
- Médaille du Courage[8]

## Hommages
- Le village où elle est morte est renommé Ganovsky en son honneur[9].
- Dans la ville de son enfance, Podporozhye, il y a une rue à son nom depuis 1959 ainsi qu'un monument dans le Parc des pionniers[10],[9].
- Il y a des rues Gnarovskaïa à Tioumen[3], Vilniansk, dans le village de Berdyuga et de Plyussa (oblast de Pskov) où un monument est érigé en 2009[11].
- Son acte héroïque est le centre de tableaux de Penteshin (1961)[12], de Volodin (1970) et de Samsonov (1984)[13].